# Sean Evans
Sean Charles Evans (McKeesport, 28 januari 1971 - aldaar, 2 oktober 2007) was een Amerikaans professioneel worstelaar die werkzaam was bij Extreme Championship Wrestling (ECW) en World Wrestling Federation (WWF), later World Wrestling Entertainment (WWE).
Sean overleed aan de gevolgen van longkanker.